# Jaguar (суперкомп'ютер)
«Jaguar» — суперкомп'ютер класу масово-паралельних систем. Розміщений в Національному центрі обчислювальних наук в Оук-Ридж, штат Теннессі (National Center for Computational Sciences, NCCS, Національна лабораторія Оук-Рідж).
Використовувався для розрахунків в рамках несекретних наукових проектів.Застосовувався в широкому спектрі критичних за часом виконання програм національного значення в таких областях як енергозабезпечення, моделювання клімату, надпровідних матеріалів, біоенергетика, хімія, ядерна фізика, астрофізика.
В основі суперкомп'ютера лежали (на травень 2011 року) 37 376 шестиядерних процесорів AMD Opteron і 362 терабайта оперативної пам'яті, 10 петабайт для зберігання даних.
З листопада 2009 по жовтень 2010 очолював Топ500 найпотужніших суперкомп'ютерів у світі.

## Історія
У 2004 році Національний центр обчислювальних наук (NCCS) при Окриджській національної лабораторії (ORNL) Міністерства енергетики США спільно з Cray Inc., Аргонської національної лабораторії, Тихоокеанської північно-західної національної лабораторії і іншими запропонував новий національний об'єкт.
Вигравши конкурс, нове Oak Ridge Leadership Computing Facility (OLCF) поставило ряд все більш потужних комп'ютерних систем для наукових цілей на основі лінійці продуктів X1 і XT фірми Cray.
Серія машин почалася в 2004 році з Cray X1 з продуктивністю 6,4 терафлопс, який в 2005 році був оновлений до X1e з продуктивністю 18,5 терафлопс.
У тому ж 2005 році був запущений 26 терафлоповий одноядерний Cray XT3, оновлений в 2006 році до двоядерний системи з продуктивністю 54 терафлопс.
У 2007 році вона була доповнена 65 XT4 TF, що дозволило, поєднавши його з наявним XT3, досягти продуктивності 119 терафлопс.
У 2008 році в системі були встановлені чотирьохядерні процесори, її продуктивність склала 263 терафлопс з 62 терабайт оперативної пам'яті.
Таким чином, з лютого 2005 по квітень 2008 року відбулося десятикратне збільшення обчислювальної потужності «Jaguar» і пам'яті. Така система була створена для розробки і виконання самих ресурсоємних наукових додатків.
У вересні 2008 року систему оновлена до 1 639 терафлопс з 362 терабайт пам'яті і понад 10000 терабайт дискового простору.
У період з липня по листопад 2009 року відбувався апгрейд осередків розділу XT5: процесори AMD Opteron замінюються з 4-ядерних на 6-ядерні. Апгрейд планувалося провести в п'ять етапів, кожен раз від'єднуючи і модернізуючи частину ячейок.
У рейтингу суперкомп'ютерів TOP500, опублікованому в листопаді 2009 року, Cray XT5 (Jaguar) став найпродуктивнішою в світі комп'ютерною системою, випередивши IBM Roadrunner з Лос-Аламоської національної лабораторії в Нью-Мексико.
Cray XT4 Jaguar був списаний 8 березня 2011 року.
У рейтингу TOP500, опублікованому в червні 2012 року, Cray XT5 (Jaguar) займав 6-е місце серед найпродуктивніших у світі комп'ютерних систем.
У рейтингу за листопад 2012 року Jaguar був відсутній, так як він був перетворений в суперкомп'ютер Titan.

## Архітектура
Суперкомп'ютер має масово-паралельну архітектуру, тобто складається з безлічі автономних осередків (англ. nodes). Всі осередки діляться на два розділи (англ. partitions): XT5 і XT4 моделей Cray XT5 і XT4, відповідно.
Розділ XT5 містить 18 688 обчислювальних осередків, а також допоміжні осередки для входу користувачів і обслуговування. Кожен обчислювальний осередок містить 2 чотириядерних процесора AMD Opteron 2356 (Barcelona) з внутрішньої частотою 2,3 ГГц, 16 ГБ пам'яті DDR2-800, і роутер SeaStar 2+. Всього розділ містить 149 504 обчислювальних ядер, більше 300 ТБ пам'яті, більше 6 ПБ дискового простору і пікову продуктивність 1,38 петафлопс.
Розділ XT4 містить 7832 обчислювальних осередків плюс допоміжні осередки для входу користувачів і обслуговування. Осередок містить 4-ядерний процесор AMD Opteron 1354 (Budapest) з внутрішньої частотою 2,1 ГГц, 8 ГБ пам'яті DDR2-800 (в деяких осередках - DDR2-667) і маршрутизатор SeaStar2. Всього розділ містить 31 328 обчислювальних ядер, більше 62 ТБ пам'яті, більше 600 ТБ дискового простору і пікову продуктивність 263 терафлопс.
Роутер SeaStar2 + має пікову пропускну здатність 57,6 ГБ / с, роутер SeaStar2 - 45,6 ГБ / с. Роутери з'єднані в топологію «тривимірний тор».
Керуюча мережева операційна система для «Jaguar» - Cray Linux Environment. Вона складається з повноцінних версій Linux в керуючих осередках і мікроядер[джерело?] Compute Node Linux в обчислювальних. Мікроядра розроблені з метою мінімізувати накладні витрати на взаємодію між осередками.

## Від «Jaguar» до «Titan»
Восени 2012 року розпочався останній етап модернізації «Jaguar» -а до більш потужного суперкомп'ютера, якому дано нову назву «Titan». «Titan» буде в 10 разів могутніше за свого попередника - суперкомп'ютера «Jaguar». Після модернізації пікова обчислювальна потужність «Titan» складе понад 20 петафлопс, тобто 20 тисяч трильйонів (20 квадрильйонів) операцій з рухомою комою за секунду. Розмір загальної системної пам'яті досягне 710 терабайт. «Titan» має гібридну архітектуру — крім більш потужних 16-ядерних процесорів AMD Opteron у кожен з 18 688 вузлів суперкомп'ютерної системи встановлений графічний процесор загального призначення NVIDIA Tesla K20 (архітектура Kepler). Таким чином загальна кількість ядер комп'ютера зросте до 299 008. Компілятор, спеціально розроблений для «Titan», буде автоматично розпаралелювати виконання коду між центральним і графічним процесорами.